# كل شيء عنك (مسلسل تلفزيوني)
كل شيء عنك مسلسل تلفزيوني تعليمي صمم خصيصاً للأطفال الذين تتراوح أعمارهم بين 6-8 سنوات، كان يعرض للأطفال أسبوعياً في مدرسة عن طريق بث تلفزيوني يكون على شكل رسومات كرتونية، يهدف إلى زيادة وعي الأطفال بأجزاء جسمهم، وهو أيضا يساعدهم بالإجابة عن بعض التساؤلات.

## التعريف بالمسلسل
عبارة عن برنامج تعليمي يعرض على شكل بث تلفزيوني يتكون من اثني عشر حلقة، حيث أن مدة كل حلقة 15 دقيقة
حيث تم عرض هذه الحلقات في أوائل ومنتصف السبعينات، وكان يعرض بشكل أساسي في إحدى أيام الاسبوع في
المدارس.

## إنتاجه
تم إنتاج «كل شئ عنك» عام 1974 من قبل أدا ليتشفيلد، في الولايات المتحدة، وقد تم إنتاجه أول مره من قبل TV-WHRO في هامبتول وفرجينيا.
عام 1974 تم إنتاجه حلقات البرنامج ونقله إلى TV – WGBH في مدينة بوستن وبعدها تم عرضه في المدارس
على شكل برنامج يعرض أسبوعيا على التلفاز، وفي نفس العام تم توزيع حلقاته في الولايات المتحدة وكندا من قبل
وكالة التلفزيون التعليمي حيث تعتبر واحده السلسلة القليلة التي لم توزع من قبل الشركات مثل.pbs, Net
و قد تم دعم هذه الحلقات ببعض الأدوات والمواد أخرى وسوف تعرض للأطفال في نهاية كل أسبوع وستكتب لويز
سلسلة من كتب الأطفال.

## الملخص
يعتبر هذا البرنامج سلسلة من البرامج القصيرة، تم تسجيلها على شكل فيديوهات كانت مدتها 15 دقيقة والهدف من
إنشاء البرنامج هو "انه وسيلة تعليمية من أجل استقطاب الأطفال لزيادة وعيهم، وادراكهم لأنفسهم وبعض الأجزاء
في أجسامهم مثل القلب والرئتين واليدين....
و يقوم بالإجابة ة عن بعض التساؤلات مثل من أين جاءوا؟ لماذا لديهم ما يملكون حالياً؟ ما السبب وراء عملهم؟
حيث أن البرنامج كان يحتوي على رسومات كرتونية في بجاية العرض ونهايته، حيث باتو الأطفال يستمتعون في
مشاهدة السرك وموسيقى هادئة.

## روابط خارجية
- كل شيء عنك (مسلسل تلفزيوني) على موقع IMDb (الإنجليزية)
- كل شيء عنك (مسلسل تلفزيوني) على موقع قاعدة بيانات الفيلم (الإنجليزية)